# Jucu
Jucu je obec v župě Kluž v Rumunsku. Žije zde přibližně 5 300 obyvatel. Obec se skládá z pěti částí.

## Části obce
- Jucu de Sus (sídlo správy) – 2 187 obyvatel
- Gădălin – 703 obyvatel
- Juc-Herghelie – 379 obyvatel
- Jucu de Mijloc – 1 577 obyvatel
- Vișea – 503 obyvatel